# اسکلرآپ
اسکلرآپ (انگلیسی: Skellerup) شرکت کشاورزی نیوزلندی است، که در سال ۱۹۱۰ توسط جرج اسکرآپ تأسیس شد.